# Cavaly AS
Cavaly AS is een Haïtiaanse voetbalclub uit Léogâne. De club werd opgericht op 1975. De club speelt anno 2023 in de Ligue Haïtienne.

## Erelijst
- Ligue Haïtienne: 2007 F
- CFU Club Championship: 2021

## Bekende (oud-)spelers
- Jean-Jacques Pierre